# Colwyn Bay

Colwyn Bay (walisisk: Bae Colwyn) er en kystby og community i Conwy County Borough på nordkysten af Wales, der ligger ud til det Irske hav. Det ligger i det historiske county Denbighshire. Otte af nabo-landsbyerne ligger i samme postdistrikt.
Byen blev etableret som sit eget sogn i 1844 med blot en lille gruppe huse og gårde, hvor Old Colwyn findes i dag, og Colwyn Bay voksede og er blevet det næststørste community og handelscenter i North Wales samt den 14. største by i Wales med et befolkningstal på 34.284 i 2011.
National Eisteddfod of Wales er blevet afholdt i Colwyn Bay i 1910 og 1947.
Blandt byens attraktioner er ruinerne af Llys Euryn, huset Llety'r Dryw fra 1893, der er en listed building, flere bygninger af den lokale arkitekt Sidney Colwyn Foulkes og Victoria Pier, som dog lukkede i 2009, da uoverensstemmelser mellem ejerne og Conwy County Borough Council gjorde at den gik konkurs.